# Starshaped
Pour plus de détails, voir Fiche technique et Distribution.
Starshaped est un documentaire de 1993 du groupe Blur. Sans intervention extérieure, le film retrace les tournées des deux premiers albums du groupe, Leisure et Modern Life Is Rubbish en montrant la vie en tournée, les performances lives et quelques interviews.

## Synopsis
Ce documentaire suit les premières années d'activité du groupe Blur.

## Fiche technique
- Titre : Starshaped
- Réalisation : Matthew Longfellow
- Scénario :
- Musique : Blur
- Photographie :
- Montage :
- Production : Ceri Levy
- Société de production : PMI, EMI Music, Head Film et Virgin Records
- Pays :  Royaume-Uni
- Genre : Documentaire
- Durée : 60 minutes
- Dates de sortie : 
  -  Royaume-Uni : 12 septembre 1993